# Gulf Port, Illinois
Gulf Port là một làng thuộc quận Henderson, tiểu bang Illinois, Hoa Kỳ. Năm 2010, dân số của làng này là 54 người.

## Dân số
Dân số qua các năm:
- Năm 2000: 207 người.
- Năm 2010: 54 người.